# Sema Keçik
Sema Keçik (* 4. Oktober 1965 in Diyadin) ist eine türkische Schauspielerin.

## Biografie
Keçik wurde am 4. Ontober 1965 in Diyadin geboren. Sie studierte an der Mimar Sinan  Üniversitesi. Ihr Debüt gab sie 2004 in dem Film Yazı Tura – Kopf oder Zahl. Anschließend spielte sie 2009 in der Fernsehserie Bir Bulut Olsam mit. 2008 starb ihr Ehemann Ümit Karabel. Von 2011 bis 2012 bekam sie in Das osmanische Imperium – Harem: Der Weg zur Macht eine Hauptrolle.
2013 trat Keçik in dem Film Şarkı Söyleyen Kadınlar auf. Danach war sie 2015 in dem Film Nefesim Kesilene Kadar zu sehen. Von 2017 bis 2018 wurde Keçik für die Serie Yeni Gelin gecastet. Außerdem setzte sie 2020 ihre Karriere in Kırmızı Oda fort.  2023 bekam sie in Gülcemal eine Nebenrolle.

## Filmografie
Filme
- 2004: Yazı Tura – Kopf oder Zahl
- 2013: Şarkı Söyleyen Kadınlar
- 2015: Nefesim Kesilene Kadar
- 2015: Uzaklarda Arama
- 2017: Liebe mich

Serien
- 2009: Bir Bulut Olsam
- 2011–2012: Das osmanische Imperium – Harem: Der Weg zur Macht
- 2014: Paşa Gönlüm
- 2015–2016: Aşk Yeniden
- 2017–2018: Yeni Gelin
- 2020–2021: Kırmızı Oda
- 2023: Gülcemal